# Décès en décembre 1988
Décès
- 1984
- 1985
- 1986
- 1987
- 1988
- 1989
- 1990
- 1991
- 1992

Pour une information complémentaire, voir la page d'aide.

| Date        | Nom                   | Activités                                                | Âge | Source |
| ----------- | --------------------- | -------------------------------------------------------- | --- | ------ |
| 4 décembre  | André Facchinetti     | Footballeur international suisse.                        | 67  |        |
| 5 décembre  | Gust Brouwers         | footballeur belge                                        | 81  |        |
| 5 décembre  | Einar Forseth         | peintre, illustrateur et artiste textile suédois         | 96  | (en)   |
| 6 décembre  | Roy Orbison           | chanteur américain                                       | 52  |        |
| 7 décembre  | Christopher Connelly  | acteur américain                                         | 47  |        |
| 9 décembre  | Jean Degottex         | peintre français                                         | 70  | (en)   |
| 10 décembre | Richard S. Castellano | acteur américain                                         | 55  |        |
| 11 décembre | Guy Simon             | footballeur français                                     | 55  |        |
| 12 décembre | Dương Bích Liên       | peintre vietnamien                                       | 64  | (vi)   |
| 12 décembre | Dick Clair            | scénariste, acteur et producteur américain de télévision | 57  |        |
| 12 décembre | Rudolf Schündler      | acteur et metteur en scène allemand                      | 82  |        |
| 15 décembre | Seison Yamaguchi      | poète japonais                                           | 96  |        |
| 16 décembre | Sylvester             | chanteur de disco américain                              | 41  |        |
| 16 décembre | Ryōhei Koiso          | peintre japonais                                         | 85  |        |
| 19 décembre | Lotta Dempsey         | Journaliste de presse canadienne.                        | 83  | (en)   |
| 21 décembre | Venus Xtravaganza     | femme trans américaine.                                  | 23  |        |
| 22 décembre | Vincent Sattler       | footballeur français                                     | 19  |        |
| 22 décembre | Chico Mendes          | seringueiro, défenseur de l'Amazonie                     | 44  |        |
| 24 décembre | Pierre Pouly          | matador français                                         | 89  |        |
| 25 décembre | Evgueni Goloubev      | compositeur et pédagogue russe puis soviétique           | 78  | (en)   |
| 26 décembre | John Loder            | acteur britannique                                       | 90  | (en)   |
| 26 décembre | Pablo Sorozábal       | compositeur espagnol                                     | 91  |        |
| 27 décembre | Hal Ashby             | réalisateur américain                                    | 59  |        |